# Шевченко Василь Григорович
Васи́ль Григо́рович Шевче́нко (*1960) — український астроном, спеціаліст з фотометрії астероїдів, доктор фізико-математичних наук, професор кафедри астрономії Харківського національного університету ім. Каразіна. Лауреат премії НАН України імені М. П. Барабашова (2012).

## Життєпис
Народився 15 жовтня 1960 року в селі Новомутин у Сумській області.
1982 року закінчив фізичний факультет Харківського державного університету ім. О. М. Горького (теперішній Харківський національний університет імені В. Н. Каразіна). Після університету відслужив 2 роки офіцером у військах протиповітряної оборони (1982—1984). Відтоді працює у Харківській обсерваторії: молодшим науковим співробітником (1985—1992), аспірантом (1992—1996), науковим співробітником (1996—1998), старшим науковим співробітником (з 1998).
У 1997 році захистив кандидатську дисертацію «Фотометрія астероїдів: фазові залежності блиску, фотометрична модель». У 2017 захистив докторську дисертацію «Інтегральна фотометрія астероїдів: спостереження та чисельне моделювання».
З 2006 року викладає на кафедрі астрономії Харківського університету на посадах доцента (2006—2018) і професора (з 2018). Веде курси «Фізика планет», «Практична астрофізика», «Проблеми сучасної астрофізики», «Комп'ютерні технології». Проводить астрофізичну практику на Чугуївській спостережній станції.
Член Міжнародного астрономічного союзу та Європейської спілки астрономів.

## Наукові результати
Головні наукові результати Василя Шевченка стосуються досліджень фазової залежності блиску та опозиційного ефекту для астероїдів. За результатами фотометричних спостережень він визначив фазові функції для астероїдів різних типів, дослідив опозиційний ефект аж до надзвичайно малих фазових кутів (менше 1 градуса), виявив деякі темні астероїди без опозиційного ефекту, а також визначив точні альбедо для десятків астероїдів.
Шевченко запропонував аналітичний вираз для фазової функції астероїдів. Він встановив сильну кореляцію між альбедо астероїда та нахилом фазової залежності, що може бути використано для визначення альбедо.
За участі Василя Шевченка були відкриті супутники кількох астероїдів та кілька змінних зір різних типів.

## Нагороди
- Лауреат 2012 року премії НАН України імені М. П. Барабашова за цикл робіт «Фізичні властивості астероїдів за результатами фотометричних спостережень» (у співавторстві)[5].
- Ім'ям Василя Шевченка названо астероїд 17034 Васильшев (Vasylshev). У номінації на найменування астероїда відзначено, що Василь Шевченко «є найпродуктивнішим спостерігачем фазової залежності та опозиційного ефекту для малих планет. Він одним із перших показав, що амплітуда опозиційного ефекту залежить від таксономічного класу»[6].

## Наукові публікації
Василь Шевченко має понад 150 наукових публікацій у провідних міжнародних астрономічних виданнях.
Основні наукові публікації:
1. Belskaya I. N., Fornasier S., Krugly Yu. N., Shevchenko V. G., Gaftonyuk N. M., Barucci M. A., Fulchignoni M., R. Gil-Hutton. 2010. Puzzling asteroid 21 Lutetia: our knowledge prior to the Rosetta fly-by. Astron. Astropys. V. 515. P. A29-A37.
2. Shevchenko V. G., Tungalag N., Chiorny V. G., Gaftonyuk N. M., Krugly Yu. N., Harris A. W., Young J. W. 2009. CCD-Photometry and pole coordinates for eight asteroids. Planet. Space Sci., v. 57. No. 12, p. 1514—1520.
3. Shevchenko V.G., Chiorny V.G., Gaftonyuk N.M., Krugly Yu.N., Belskaya I.N., Tereschenko I.A., Velichko F.P. 2008. Asteroid observations at low phase angles. III. Opposition effect of dark asteroids. Icarus, v. 196, p. 601—611.
4. Shevchenko V.G., Tedesco E.F. 2006. Asteroid albedos deduced from stellar occultations. Icarus 184, 211—220.
5. Shevchenko V.G., Mohamed R.A. 2005. Spacecraft Exploration of Asteroids. Astron. Vestnik. V. 39, p. 81-90.
6. Shevchenko V.G., Krugly Yu. N., Chiorny V. G., Belskaya I. N., Gaftonyuk N.M. 2003. Rotation properties of E-type asteroids. Planet. Space Sci. 51, 525—532.
7. Belskaya I.N., Shevchenko V.G. 2000. Opposition effect of asteroids. Icarus 147, 94-105.
8. Shevchenko V.G., Lupishko D.F. 1998. Optical properties of asteroids from photometric data. Astron. Vestnik. V. 32, No.3, p. 250—263.
9. Shevchenko V.G., Piironen J., Erikson A., Belskaya I.N., Chiorny V.G., Neukum G., Mohamed R. 1997. Asteroid observations at low phase angles. I. 50 Virginia, 91 Aegina and 102 Miriam. Planet. Space Sci. 45, 1615—1623.
10. Shevchenko V.G., Chiornij V.G., Krugly Yu.N., Lupishko D.F., Mohamed R.A., Velichko F.P., Michalowski T., Avramchuk V.V., Dovgopol A.N. 1992. Photometry of seventeen asteroids. Icarus100, 295—306.